# الحلاحل (أفلح اليمن)

تعديل مصدري - تعديل

الحلاحل هي إحدى قرى عزلة جياح بمديرية أفلح اليمن التابعة لمحافظة حجة، بلغ تعداد سكانها 30 نسمة حسب تعداد اليمن لعام 2004.